# Apple認定資格プログラム
Apple認定資格プログラム（アップルにんていしかくプログラム）は、Appleの製品の様々な領域の深い知識について認定する為に作られたベンダー資格プログラムの一つである。

## Apple認定技術者
2016年6月現在、日本国内で認定を受けることができる資格は不明。
2022年5月現在、米国では、広範囲化され中級レベルとなったApple Certified Support ProfessionalとApple Certified IT Professionalの認定資格がある。

## Apple Search Ads認定プログラム
Apple Search Adsの認定プログラムは、アプリを効果的に宣伝し、App Storeでさらに多くのユーザーにリーチするために役立つ、無料のオンライントレーニングです。

## 過去に行われていた試験と資格

### OS X v10.9

#### Apple Certified Associate - Mac Integration 10.9
Windowsおよびその他の標準ベースの ネットワークへのMacの統合に関する認定資格

### OS X v10.8

#### Apple Certified Associate - Mac Integration 10.8
Windowsおよびその他の標準ベースの ネットワークへのMacの統合に関する認定資格

### OS X v10.7

#### Apple Certified Associate - Mac Integration 10.7
Windowsおよびその他の標準ベースの ネットワークへのMacの統合に関する認定資格

### Mac OS X v10.6

#### Apple認定サポートプロフェッショナル（Apple Certified Support Professional 、ACSP）
ヘルプデスク等でMac OS Xのサポートを行っている担当者やシステムエンジニア等へ向けた初級レベルの資格。ACSP 10.6
- Mac OS X Support Essentials v10.6試験の合格が必要

#### Apple認定テクニカルコーディネータ（Apple Certified Technical Coordinator、ACTC）
Mac OS X, Mac OS X Serverの保守や技術サポートを行っている管理者やシステムエンジニアへ向けた資格。
- Mac OS X Support Essentials v10.6試験とMac OS X Server Essentials v10.6試験の合格が必要 (ACTC 10.6)
- ACTC 10.5保有者は、アップグレード試験に合格することによって取得できる。

#### Apple認定システムアドミニストレータ（Apple Certified System Administrator、ACSA）
Apple認定システムアドミニストレータは、システムアドミニストレータ、システムエンジニアやシステムインテグレーターを対象にした、より深い知識を前提とした資格制度で、Mac OS Xは勿論、Mac OS X Serverやセキュリティ、ネットワークといったMacやマルチプラットフォームでのネットワーク／サーバの設計・構築・運用・保守を主眼に据えた試験が行われていた。
- Apple Certified System Administrator 10.6 (ACSA 10.6)は、4つの対象とされている試験全てに合格することによって取得できる。
  - Mac OS X Server Essentials v10.6 Exam
  - Mac OS X Directory Services v10.6 Exam
  - Mac OS X Deployment v10.6 Exam
  - Mac OS X Security and Mobility v10.6 Exam
- ACSA 10.5保有者は、アップグレード試験に合格することによって取得できる。

### Mac OS X v10.5

#### Apple認定サポートプロフェッショナル（Apple Certified Support Professional 、ACSP）
ヘルプデスク等でMac OS Xのサポートを行っている担当者やシステムエンジニア等へ向けた初級レベルの資格。ACSP 10.5
- Mac OS X Support Essentials v10.5試験の合格が必要

#### Apple認定テクニカルコーディネータ（Apple Certified Technical Coordinator、ACTC）
Mac OS X, Mac OS X Serverの保守や技術サポートを行っている管理者やシステムエンジニアへ向けた資格。
- Mac OS X Support Essentials v10.5試験とMac OS X Server Essentials v10.5試験の合格が必要 (ACTC 10.5)

#### Apple認定システムアドミニストレータ（Apple Certified System Administrator、ACSA）
Apple認定システムアドミニストレータは、システムアドミニストレータ、システムエンジニアやシステムインテグレーターを対象にした、より深い知識を前提とした資格制度で、Mac OS Xは勿論、Mac OS X Server、セキュリティ、ネットワークといったMacやマルチプラットフォームでのネットワーク／サーバの設計・構築・運用・保守を主眼に据えた試験が行われていた。
- Apple Certified System Administrator 10.5 (ACSA 10.5)は、4つの対象とされている試験全てに合格することによって取得できる。
  - Mac OS X Server Essentials v10.5 Exam
  - Mac OS X Directory Services v10.5 Exam
  - Mac OS X Deployment v10.5 Exam
  - Mac OS X Advanced System Admin v10.5 Exam

### Mac OS X v10.4

#### Apple認定ヘルプデスクスペシャリスト（Apple Certified Help Desk Specialist、ACHDS）
ヘルプデスク等でMac OS Xのサポートを行っている担当者やシステムエンジニア等へ向けた初級レベルの資格。
- Mac OS X Support Essentials v10.4試験の合格が必要

#### Apple認定テクニカルコーディネータ（Apple Certified Technical Coordinator、ACTC）
Mac OS X, Mac OS X Serverの保守や技術サポートを行っている管理者やシステムエンジニアへ向けた資格。
- Mac OS X Support Essentials v10.4試験とMac OS X Server Essentials v10.4試験の合格が必要 (ACTC 10.4)

#### Apple認定システムアドミニストレータ（Apple Certified System Administrator、ACSA）
Apple認定システムアドミニストレータは、システムアドミニストレータ、システムエンジニアやシステムインテグレーターを対象にした、より深い知識を前提とした資格制度で、Mac OS Xは勿論、Mac OS X ServerやXsan、セキュリティ、ネットワークといったMacやマルチプラットフォームでのネットワーク／サーバの設計・構築・運用・保守を主眼に据えた試験が行われていた。
- Apple認定システムアドミニストレータ 10.4 (ACSA 10.4)は、用意されているACSA 10.4対象試験のうち、合計7ポイント獲得すれば取得できる。
  - Mac OS X Deployment v10.4試験 - 2ポイント
  - Mac OS X Directory Services Integration and Administration v10.4試験 - 4ポイント
  - Xsan Administration v1.4試験 - 3ポイント
  - Security Best Practices for Mac OS X v10.4試験 - 3ポイント
  - Podcast and Streamed Internet Media Administration試験 - 3ポイント
  - Mac OS X Server v10.4 Command Line Install and Configuration試験 - 3ポイント
  - Network Account Management v10.4試験 - 3ポイント
  - Xsan for Pro Video Technician試験 - 3ポイント

### Mac OS X v10.3

#### Apple認定ヘルプデスクスペシャリスト（Apple Certified Help Desk Specialist、ACHDS）
ヘルプデスク等でMac OS Xのサポートを行っている担当者やシステムエンジニア等へ向けた初級レベルの資格。
- Mac OS X Support Essentials v10.3試験の合格が必要

#### Apple認定テクニカルコーディネータ（Apple Certified Technical Coordinator、ACTC）
Mac OS X, Mac OS X Serverの保守や技術サポートを行っている管理者やシステムエンジニアへ向けた資格。
- Mac OS X Support Essentials v10.3試験とMac OS X Server Essentials v10.3試験の合格が必要

#### Apple認定システムアドミニストレータ（Apple Certified System Administrator、ACSA）
Apple認定システムアドミニストレータは、システムアドミニストレータ、システムエンジニアやシステムインテグレーターを対象にした、より深い知識を前提とした資格制度で、Mac OS Xは勿論、Mac OS X Server、セキュリティ、ネットワークといったMacやマルチプラットフォームでのネットワーク／サーバの設計・構築・運用・保守を主眼に据えた試験が行われている。
- Apple認定システムアドミニストレータ 
  - System  Administration of Mac OS X Clients と System  Administration Using Mac OS X Server の合格が必要

## Apple認定トレーナー
Apple認定トレーナー (Apple Certified Trainer, ACT) は、それぞれの認定試験に対応したコースを教えるインストラクターを対象にしている。Apple認定トレーナーになるためには、Apple認定トレーニングコースを受けた経験とトレーナーレベルでの試験合格が必要であり、さらに認定トレーナー試験に合格することが必要である。